# 久保田悠羅
久保田 悠羅 （くぼた ゆうら、1967年 - ）は、主にテーブルトークRPG(TRPG)を手がけるゲームデザイナー。ファーイースト・アミューズメント・リサーチ (F.E.A.R.)開発部長・総務部長。文教大学卒。通称は「ゆーら」。
「久保田悠羅」はペンネームで、本名は非公開としている。

## 人物
F.E.A.R.においては、TRPGゲームシステムのデザインと世界観構築の双方をこなし、さらにはリプレイやゲーマー向けの歴史解説書（新紀元社のトゥルース・イン・ファンタジーシリーズ）の執筆、さらにはエディトリアルデザインを含む総合編集作業やゲーム製作の進行管理まで行うマルチプレイヤー。代表作は『ドラゴンアームズ バハムートハウリング』(エンターブレイン刊)。
1992年頃にパソコン通信を通じて菊池たけしと知り合い、その縁で菊池のアシスタントとして『セブン＝フォートレスRPG』の製作や『超女王様伝説 セント★プリンセス』の運営などの主要スタッフとして参加するようになる。『女神天国』については菊池たけしから引継ぐ形でメインライターとなっていた（当時のペンネームは悠浦紫亜）。
イラストレーターの井上純弌、システムデザイナーの遠藤卓司とは学生時代からのゲーム仲間であり、彼らのグループ中では最も早く業界入りした人物でもある。
井上や遠藤と組んで制作にあたった『アルシャード』では世界観設計を受け持っている。
古武道に造詣が深く、プレイヤーとして参加した「アリアンロッド・リプレイ・ブレイド」では人体の急所攻撃の描写をリアルに演出してゲームマスターや他のプレイヤーに「怖い」と言わしめた逸話を持つ。

## 作品

### テーブルトークRPGデザイン
- それいけ! 宇宙戦艦ヤマモトヨーコRPG　（マギウスのシリーズの一つ。システムデザイン）
- エルジェネシスシリーズ　（ワールドデザイン）
- ドラゴンアームズ バハムートハウリング　（ワールドデザイン）
- アルシャード　（ワールドデザイン）
- アリアンロッドRPG　（システムデザイン、世界観統括）
- まじしゃんず・あかでみいRPG　（ゲームデザイン）
- ドラゴンアームズ改 バハムートライジング　（ゲームデザイン）
- ガーデンオーダー　（ゲームデザイン）

### リプレイ執筆（ゲームマスター(GM)兼任）
- 魔を貫くもの（アリアンロッド・リプレイ・ルージュ＋１『ノエルと白馬の王子』収録）
- アリアンロッド・リプレイ・ハートフル
- モノクロームの境界（ナイトウィザードThe 2nd Editionリプレイ）
- ルネス殺人事件（アリアンロッド・リプレイ・アンサンブル収録）
- アリアンロッド・サガ・リプレイ・アクロス
- アリアンロッド・リプレイ・セカンドウィンド

### リプレイ執筆（執筆専任）
- The Broken Sword（アルシャードffリプレイ）[4]

### リプレイキャラクター
- アリアンロッド・リプレイ（フェルシア）
- フォーラの森砦（セブン＝フォートレスリプレイ：シア＝ユウラ）
- ディングレイの魔核（ブレイド・オブ・アルカナリプレイ『ハイデルランド英雄譚』収録：ランドグリーズ）
- 悠久の地平（アルシャードリプレイ：ミスト）[5]
- 残酷な人形（ダブルクロス・リプレイ・オリジン：星乃聖音)
- The Broken Sword（アルシャードffリプレイ 『ゲーマーズ・フィールド』別冊11「井上純弌の地平」収録：ラヴィーネ）
- アリアンロッド・サガ・リプレイ・ブレイク（カテナ・アウレア）
- ドジッ娘☆なんですけど（まじしゃんず・あかでみいRPGリプレイ 『ゲーマーズ・フィールド』別冊17「特集SRS'09」収録：矢部明日斗）
- グリムゲルデの仮面（ナイトウィザードThe 2nd Editionファンブック『ブルーム・メイデン』収録：藤乃＝赤羽＝ヴァンスタイン）
- アリアンロッド・サガ・リプレイ・エチュード（ルーチェ・ルベド）
- アリアンロッド・リプレイ・ブレイド（リン）
- ふたつの終わり、ひとつの始まり（ナイトウィザードThe 2nd Editionファンブック『エンド・オブ・エタニティ』収録：ヴェーダ）
- Price And Wish（ナイトウィザードThe 2nd Editionファンブック『ファイナルカウントダウン』収録：神月天人）

### コンピュータゲーム
- OCTOPATH TRAVELER - シナリオ[6]

### その他
ゲームシナリオ
いずれも「トゥルース・イン・ファンタジー」シリーズの一巻。
- 密教曼荼羅―如来・菩薩・明王・天  （No,53　ISBN 4-88317-351-8）
- ドラゴン  （No,57　ISBN 4-7753-0082-2）
- 100人の魔法使い  （No,67　 ISBN 4-7753-0330-9）
- アンデッド  （No,75　 ISBN 978-4-7753-0528-7）